# Goran Maksimović
Goran Maksimović (serbisch-kyrillisch Горан Максимовић; * 27. Juli 1963 in Jagodina) ist ein serbischer Trainer und ehemaliger Sportschütze, der in seiner aktiven Zeit für Jugoslawien und Serbien und Montenegro antrat.
Goran Maksimović nahm zwischen 1984 und 2000 an insgesamt fünf Olympischen Sommerspielen teil. Bei den Olympischen Sommerspielen 1988 in Seoul gewann er eine Goldmedaille in der Disziplin 10 Meter Luftgewehr. Er ist zurzeit der Trainer der serbischen Nationalmannschaft. Seine Tochter, Ivana Maksimović, gewann Silber bei den Olympischen Spielen 2012 in London.